# Columella (geslacht)
Columella is een geslacht van weekdieren uit de klasse van de Gastropoda (slakken).

## Soorten
- Columella acicularis Almuhambetova, 1979
- Columella alexanderi (Pilsbry & C. M. Cooke, 1906)
- Columella aspera Waldén, 1966 = Ruwe korfslak
- Columella columella (G. von Martens, 1830)
- Columella edentula (Draparnaud, 1805) = Tandloze korfslak
- Columella hasta (Hanna, 1911)
- Columella intermedia Schileyko & Almuhambetova, 1984
- Columella microspora (R. T. Lowe, 1852)
- Columella nymphaepratensis Hlaváč & Pokryszko, 2009
- Columella olaaensis Pilsbry, 1926
- Columella polvonense (Pilsbry, 1894)
- Columella sharpi (Pilsbry & C. M. Cooke, 1906)
- Columella simplex (A. Gould, 1840)
- Columella talgarica Schileyko & Rymzhanov, 2010

Niet geaccepteerde soorten:
- Columella inornata (Michaud, 1831) → Columella edentula (Draparnaud, 1805)
- Columella ninagongonis Pilsbry, 1935 → Truncatellina ninagongonis (Pilsbry, 1935)
- Columella pygmaeorum Pilsbry & Cockerell, 1933 → Truncatellina pygmaeorum (Pilsbry & Cockerell, 1933)
- Columella tridentata A. B. Leonard, 1946 → Gastrocopta ruidosensis (Cockerell, 1899)